# Polaganje Krista u grob (Caravaggio)
Polaganje Krista u grob (talijanski: Deposizione) je slavno ulje na platnu talijanskog baroknog slikara Caravaggia.
Motiv Polaganja Krista u grob je naslikano od 1602. – 1604. godine za kapelu crkve Santa Maria in Vallicella. Ona gotovo fizičkom snagom, veličinom i izravnošću zapanjuje promatrača koji biva smješten u perspektivu unutar grobne jame u koju se spušta Isusovo beživotno tijelo. Figure tvore veliki trokut izvan središta slike u kojemu se ponavljaju kutovi, od kuta kamene ploče u prvom planu, do isusovih savijenih nogu, u laktu savijene ruke nosača, pa čak i u prostoru između prstiju podignutih ruku. Gospa i Marija Magdalena jedva da utječu na prizor koji se pažljivim smještanjem svjetla fokusira na Isusa. Čvrstonogi nosač podupire tijelo na desnoj strani, dok mladi Ivan Evanđelist to radi na lijevoj stranici trokuta figura.
Ova slika je bila jedna od brojnih koje su bile konfiskirane iz rimskih crkava i odnešene u Pariz tijekom francuske okupacije za vrijeme Napoleonove vlasti od 1789. do 1814. god. Ona je jedna od rijetkih koje su vraćene poslije 1815. god., zahvaljujući pregovorima pape Pia VII. i njegovih agenata, kojima je uvelike pomogao neoklasicistički kipar Antonio Canova, Napoleonov miljenik. Odluka je bila da će biti vraćene u Rim, ali ne na njihova izvorna mjesta nego u galeriju gdje će u njima moći uživati opća javnost. Danas je ova slavna slika jedna od najvažnijih u kolekciji Vatikanskih muzeja